# Back to the Woods
Back to the Woods er en amerikansk stumfilm fra 1918 af George Irving.

## Medvirkende
- Mabel Normand som Stephanie Trent
- Herbert Rawlinson som Jimmy Raymond
- T. Henderson Murray som Stephen J. Trent
- Arthur Housman som Bill Andrews
- James Laffey